# Iain Hume
Iain Edward Hume, (Edimburgo, 30 de Outubro de 1983) é um futebolista escocês naturalizado canadense que atua como atacante. Atualmente, defende o Preston North End.

## Carreira
Hume iniciou sua carreira quando tinha apenas dezesseis anos, defendendo a pequena equipe do Tranmere Rovers.[carece de fontes?] Com um início "tímido", passaria a se destacar no clube apenas em sua quinta temporada, a 2003/04, quando marcou dez vezes em quarenta partidas. Na seguinte, 2004/05, teria uma temporada melhor à anterior, marcando quinze vezes (dezesseis no total, na temporada) em 42 partidas, terminando como artilheiro da equipe. Iniciou também a temporada 2005/06 pelo clube, mas após receber uma proposta do Leicester City, deixou o clube.[carece de fontes?]
Na equipe de Leicester, terminou a temporada iniciada no Tranmere com nove tentos em 37 partidas. Nas duas seguintes, teria um desempenho mais satisfatório, marcando treze (em 45 partidas) e onze (em quarenta), respectivamente. A terceira, no entanto, acabaria não sendo muito boa para Hume e o Leicester, pois o clube acabou sendo rebaixando para à terceira divisão inglesa.[carece de fontes?]
Mesmo tento dito que permaneceria no clube para disputar a terceira divisão, se transferiu por 1,2 milhão de libras para o Barnsley. Sua primeira temporada no clube, acabaria não sendo boa, tendo sofrido uma hemorragia interna na cabeça após levar uma cotovelada durante uma partida conta o Sheffield United. Por conta disso, retornaria apenas quase sete meses depois, na temporada seguinte, na qual acabaria tendo um desempenho abaixo do esperado, tendo marcado apenas cinco vezes em 35 partidas.
Chegaria a iniciar uma terceira temporada no clube, mas em seguida se transferiu por empréstimo para o Preston North End.[carece de fontes?] Apesar de ter marcado apenas quatro vezes em suas primeiras catorze partidas pelo clube, foi contratado em definitivo pelo mesmo. Terminaria a temporada com um bom desempenho, tendo marcado doze vezes em 31 partidas. No entanto, o clube terminou rebaixado para à terceira divisão.[carece de fontes?] E, ao contrário da sua passagem pelo Leicester, permaneceu para a disputa.

### Seleção Canadense
Mesmo tendo nascido na Escócia e atuado durante sua carreira profissional na vizinha Inglaterra, defende a Seleção Canadense.[carece de fontes?] Primeiramente, defendeu a equipe sub-20, participando de dois mundiais na categoria, em 2001 e 2003 (esta sendo a melhor participação canadense, tendo como grande destaque o próprio Hume, que marcou três dos quatro gols do Canadá na competição). Quando disputou sua segunda edição do mundial, já defendia a seleção principal, tendo feito sua estreia no início do mesmo ano. Também participaria antes do mundial sub-20 da Copa Ouro da CONCACAF (disputou apenas uma partida), torneio que disputaria as duas edições seguintes, em 2005 e 2007.[carece de fontes?]